# БМВ Н63
BMW N63 e битурбо V8 бензинов двигател, въведен в употреба през 2008 г. N63 е първият двигател в сериен автомобил, използващ дизайн с турбокомпресори, намиращи се във „V-то“ на двигателя. Също така е първия V8 турбокомпресорен двигател, произведен от BMW.
BMW N63 заменя по-стария BMW N62 (с атмосферно пълнене) и за първи път е използван в BMW Х6 xDrive50i.
S63 е високо производителната версия на N63, монтирана в М моделите.
Версии на N63, произведени от Алпина, се използват в различни модели на F01 7 серия, F10 5 серия, G11 7 серия и G30 5 серия.